# Kalle Kiiskinen
Kalle Kiiskinen (n. 6 septembrie 1975, Hyvinkää, Uusimaa Province⁠(d), Finlanda) este un jucător de curl ce a reprezentat Finlanda, medaliat olimpic. A participat la o ediție a Jocurilor Olimpice (2006) în care a câștigat o medalie de argint.

## Participări
Lista de mai jos prezintă principalele competiții la care a participat Kalle Kiiskinen de-a lungul carierei.
- Curling ai XX Giochi olimpici invernali[*]